# 爬地早熟禾
爬地早熟禾（学名：Poa annua var. reptans）为禾本科早熟禾属下的一个变种。